# محمد علي الحوثي
محمد علي الحوثي (و. 1979) سياسي يمني حوثي، وهو الذي يرأس اللجنة الثورية التي أعلنها الحوثيون بعد الإعلان الدستوري لانقلاب اليمن 2015، والذي أعطى اللجنة الثورية صلاحيات واسعة لقيادة البلاد. وهي هيئة تشكلت من قبل الحوثيين، ولا يعرف من هم أعضاء اللجنة أو آلية تشكيلها، بحكم الأمر الواقع، بعد فرض الحوثيون سلطتهم بالانتشار العسكري، وبإعلان الحوثيون بياناً سمي بالإعلان الدستوري لانقلاب اليمن 2014، أصبحت لجنة الحوثيين القائد الفعلي لليمن، ومحمد الحوثي هو ابن عم زعيم الجماعة عبد الملك الحوثي.
اللجنة الثورية وفقاً لإعلان الحوثيين، هي المسؤولة عن حكم اليمن وتشكيل مجلس وطني خلفاً للبرلمان، والذي بدوره سوف يعيّن مجلس رئاسي مكون من خمسة أعضاء. ومع ذلك، أشارت تقارير أخرى أن اللجنة الثورة نفسها بمثابة مجلس الرئاسة.

## الرئاسة
في 9 فبراير، عينت اللجنة الثورية محمود الجنيد عضو المكتب السياسي لحركة انصار الله مديراً لمكتب رئيس الجمهورية.

### ردود الفعل الدولية
رفضت كل من الأمم المتحدة، والولايات المتحدة، ومجلس التعاون لدول الخليج العربية الاعتراف بشرعية إعلان الحوثي واللجنة الثورية.